# SN 2003et
SN 2003et – supernowa odkryta 25 maja 2003 roku w galaktyce A123555+6213. W momencie odkrycia miała maksymalną jasność 25,30m.